# خورشیدگرفتگی ۱۰ ژوئن ۲۰۰۲
خورشیدگرفتگی ۱۰ ژوئن ۲۰۰۲ (به انگلیسی: Solar eclipse of June 10, 2002) یک خورشیدگرفتگی از نوع خورشیدگرفتگی حلقه‌ای است. این خورشیدگرفتگی در تاریخ ۱۰ ژوئن ۲۰۰۲ میلادی (‎۲۰ خرداد ۱۳۸۱ خورشیدی) روی داد که زمان اوج آن، ساعت ۲۳:۴۵:۲۲ به‌وقت ساعت هماهنگ جهانی بوده‌است. مدت زمان و طول این خورشیدگرفتگی ۰ دقیقه و ۲۳ ثانیه بود.